# Caparra

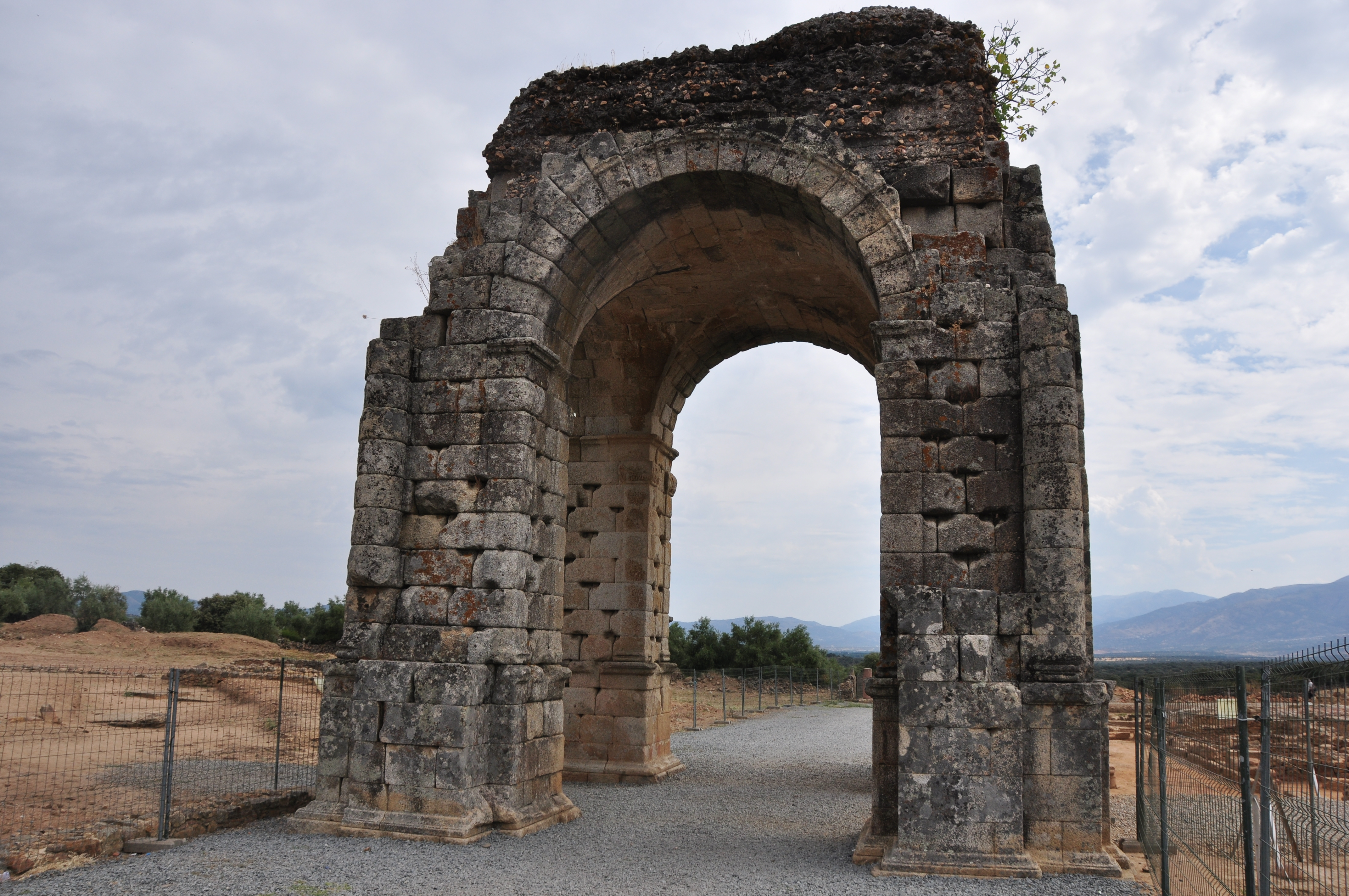

Caparra ou Cáparra foi uma cidade romana situada no que é hoje a parte norte da província de Cáceres, na comunidade autónoma da Estremadura, Espanha. Situadas numa área fértil do vale Vale do Ambroz, próximo das localidades de Oliva de Plasencia e Guijo de Granadilla, as ruínas de Caparra foram, durante séculos, motivo de atenção por parte de curiosos e eruditos, centrada especialmente em seu elemento mais atrativo e melhor conservado: o Arco Tetrápilo, único do seu género na Península Ibérica.